# KRename
A KRename egy KDE alkalmazás a fájlok és könyvtárak egyidejű, csoportos átnevezésére. A KRename-t C++-ban írták. Sok Linux terjesztés, amely KDE-t használ desktop környezetként, alapból szállítja a KRename-t is.

## Főbb funkciók
- Fájlok és könyvtárak átnevezhetők
- Az összes fájl egy könyvtárban rekurzívan átnevezhető
- Rejtett fájlok kihagyhatók átnevezés közben
- Lehetőség van a csupa kisbetűs, csupa nagybetűs és az szó eleji karakterek nagybetűssé tételére
- Prefix vagy postfix adható a fájlnevekhez
- Keresni és cserélni tuja fájlnevek részeit (a reguláris kifejezéseket támogatja)
- Sorszámok adhatók a fájlnevekhez (kezdés, lépésköz, kihagyás definiálható)
- Fájlok tulajdonosa és jogosultságai megváltoztathatók
- Fájlok hozzáférési és módosítási dátuma megváltoztathatók
- Képes az átnevezett fájlokat újonnan létrehozott könyvtárakban szervezni. (könyvtárankénti fájlok, számozási formátuma a könyvtáraknak definiálható)
- Az id3 információk kinyerésére az mp3/ogg fájlokból lehetséges
- Az Exif információk kinyerésére a lemezkép fájlokból kinyerhetők
- Az aktuális dátum és idő hozzáadható fájlnevekhez
- Kiterjesztések megváltoztatására van lehetőség
- Átnevezések visszavonására van lehetőség
- Kézi átnevezés az adott fájlokra szintén lehetséges
- Konqueror, Krusader, Dolphin integráció
- JavaScript-et használ fájlok átnevezéséhez
- átírás

## Külső hivatkozások
- Hivatalos weboldal
- a projekt oldala a SourceForge-on

## Fordítás
Ez a szócikk részben vagy egészben  a   KRename című angol Wikipédia-szócikk ezen változatának fordításán alapul.  Az eredeti cikk szerkesztőit annak laptörténete sorolja fel. Ez a jelzés csupán a megfogalmazás eredetét és a szerzői jogokat jelzi, nem szolgál a cikkben szereplő információk forrásmegjelöléseként.
1. ↑  v5.0.2. (Hozzáférés: 2024. január 20.)